# Whispering Grass
Whispering Grass (Don't Tell the Trees), talvolta semplificata come Whispering Grass, è una canzone scritta da Fred e Doris Fisher ed originariamente interpretata da Erskine Hawkins nel 1940. In seguito, altri artisti che hanno inciso il brano sono stati gli Ink Spots (1940), Dee Clark (1959), i Platters (1960), Ringo Starr (1970), con un arrangiamento di Rod Goodwin, e Dan Barrett (1995).